# راه سبز امید
راه سبز امید، نام تشکیلاتی است که به عنوان بدنهٔ تشکیلاتی جنبش سبز در قالب «شبکه‌های اجتماعی» به فعالیت می‌پردازد. میرحسین موسوی عضو مؤسس آن و سید محمد خاتمی و مهدی کروبی از اعضای شورای مرکزی آن می‌باشند.
به گفتهٔ میرحسین موسوی، این تشکیلات، نهضتی فراگیر است که رنگ سبز، نماد این راه و مطالبه اجرای بدون تنازل قانون اساسی، شعار آن است. بنابه گفتهٔ او، شبکه‌های اجتماعی خودجوش و خودمختار بی‌شمار و گسترده در سطح جامعه بدنه این جنبش را تشکیل خواهند داد.

## اعلام شکل‌گیری
میرحسین موسوی در تاریخ ۲۲ مرداد به شکل‌گیری این تشکیلات به عنوان یک نهضت فراگیر اشاره کرد و گفت: «رنگ سبز نماد این راه و مطالبه اجرای بدون تنازل قانون اساسی شعار آن است و شبکه‌های اجتماعی خودجوش و خودمختار بی‌شمار و گسترده در سطح جامعه، بدنه این جنبش هستند.»
وی گفت آنچه موجب پیدایش جنبش اعتراضی مردم و ابعاد روزافزون آن شده‌است نادیده گرفتن قانون و کرامت و حقوق ذاتی شهروندان و رفتارهای فراقانونی است و اگر به جای آنکه مردم را خس و خاشاک بنامند و تحقیر کنند و در صدا وسیما شروع به جوسازی کنند، مواضع منصفانه‌ای می‌گرفتند و اگر قبل از آن که مردم به خیابان‌ها بیایند در چارچوب قانون و با احترام به حقوق مردم با آنان برخورد می‌کردند ما امروز با بسیاری از بحران‌ها روبرو نبودیم. به گفتهٔ موسوی «در حقیقت راه سبز امید ادامه شعار راهبری هر شهروند یک ستاد است که این بار برای مطالبات به حق مردم و استیفای حقوق آنان شکل می‌گیرد.» او گفت: «نمی‌توان بخش‌هایی از قانون اساسی را اجرا کرد و بخش‌های دیگر آن را دور انداخت.»
او همچنین تأکید کرد: «شبیه نظام جمهوری اسلامی در جهان وجود ندارد، به همین نسبت حفظ و حراست از آن هم کار دشواری است.» موسوی گفت: «شعارهای ما در طول انتخابات در چارچوب قانون اساسی و اصولی که مردم باور دارند انتخاب شد، امروز هم به همان شعارها پایبند هستیم و یقین داریم اگر با خواست مردم منصفانه برخورد می‌شد و دستگاه‌های تبلیغی به جای پیوند دادن حرکت‌های خودجوش مردم به بیگانگان و وارونه نشان دادن حقایق سعی در اقناع افکار عمومی با نقد منصفانه و التزام به راستگویی می‌کردند به نفع نظام بود و روح بدبینی وبی‌اعتمادی به جامعه دمیده نمی‌شد.»
هرچند که این اظهارات موسوی مربوط به دیدار او با اعضای انجمن اسلامی جامعه پزشکی ایران در روز پنجشنبه ۲۲ مرداد بود اما این خبر در تاریخ ۲۴ مرداد در رسانه‌های ایران منتشر شد.
به گفتهٔ خبرگزاری‌های ایران، موسوی در روز یک‌شنبه (۲۵ مرداد) با مشاوران خود در مورد چگونگی تدوین بیانیهٔ این نهضت رایزنی کرد.

### واکنش‌ها
واکنش‌های اصلاح‌طلبان
در تاریخ ۲۵ مرداد ۱۳۸۸ که فردای انتشار اعلام موسوی بود، «تشکیلات راه سبز امید» به تیتر اول روزنامه‌های اعتماد ملی، مردم سالاری و حیات نو تبدیل شد، و آفتاب یزد با عنوان «گزارش میرحسین از حوادث دو ماه اخیر» به این موضوع پرداخت.
روزنامهٔ اعتماد نوشت «رسا» با واکنش مثبت برخی از استادان دانشگاه و فعالان عرصهٔ سیاست مواجه شد. سید محمود میرلوحی، معاون حقوقی و پارلمانی وزرات کشور در دولت اصلاحات، گفت، «موسوی با تأسیس تشکیلات راه سبز امید به یک نیاز و خواست عمومی پاسخ می‌دهد و در این راه باید همه کمک کنیم تا کشور به مسیر اصلی خود بازگردد.»
میرلوحی گفته‌است، «برخی انتظار دارند، برای تأسیس این تشکیلات از وزارت کشور مجوزی دریافت شود، در حالی‌که این جریان برخاسته از وجدان عمومی ملت است، که شعار بازگشت به اصول را می‌دهد».
جبهه مشارکت ایران اسلامی اولین تشکل بزرگ اصلاح‌طلبی بود که با صدور بیانیه‌ای از تشکیل «راه سبز امید» توسط میرحسین موسوی رسماً استقبال کرد. این تشکل اصلاح‌طلب همچنین بیانیه «راه سبز امید» که از سوی میرحسین موسوی منتشر شد را «مانیفست رهایی مردم ایران از چرخه معیوب استبداد – وابستگی – عقب‌ماندگی» خوانده‌است.
جبهه مشارکت ایران اسلامی با استقبال از اقدام موسوی در بیانیه خود آورده‌است «اصلاحات برای آن بود که شکاف بین ملت و حاکمیت را ترمیم کند، اما ضعف جامعه مدنی سبب شد تا در این مهم به توفیق کامل دست پیدا نکند». این بیانیه با تأکید بر این که «اصلاح‌طلبان اینک می‌توانند در راه تقویت و توانمند کردن جامعه ایران به عنوان منشأ اصلی قدرت و اقتدار» بازگشتی «پرتوان به جامعه» داشته باشند دوران کنونی را «عصر یخ‌بندان گردش دموکراتیک قدرت» نامیده‌است.
در ادامه این بیانیه تأکید شده‌است: «راه سبز امید، دشمن استبداد، وابستگی، ویژه‌خواری، شایسته‌ستیزی، ریاکاری، دروغ‌گویی و حاکمیت بداخلاقی‌هاست». جبهه مشارکت اسلامی در پایان بیانیه خود آورده‌است: «دیر نخواهد بود روزی که قدرت ملت در حرکت پرتوان خود همه کس و همه چیز را به تسلیم در برابر اراده خود واخواهد داشت.»
علیرضا بهشتی در مصاحبه با ایلنا شرایط بعد از انتخابات را شرایط خاص دانست و گفت «به تعبیر برخی از دوستان جامعه‌شناس گویا یک ملتی در جریان این انتخابات دوباره متولد شد» و ادامه داد «طبیعی است که به هر حال این نیروهایی که به میدان آمدند و برای تحقق مطالبات به حق خود تلاش کردند، نمی‌توان از آن‌ها برای یک دوره کوتاه انتخابات انتظار داشت که در میدان باشند» و از مشارکت آن‌ها برای «پیشبرد اهداف متصور» استفاده نکرد.
صادق زیبا کلام در گفتگو با خبرگزاری عصر ایران با بیان این که باید مسئولان نظام را تشویق و ترغیب کرد که اجازه بدهند راه سبز امید به عنوان یک تشکل بتواند فعالیت کند گفت واقعیت امر این است که انتخابات ۲۲ خرداد نشان داد که طیف قابل توجهی از قشرها فرهنگی و تحصیلکرده جامعه ایران، حتی اگر آن‌ها را سیزده میلیون قلمداد کنیم، انتقاداتی نسبت به وضع موجود دارند و کمبودهایی را احساس می‌کنند.
وی ادامه داد عقل سلیم و آینده نظام ایجاب می‌کند که شرایط برای فعالیت قانونی، رسمی، علنی و باز راه سبز امید فراهم شود. زیبا کلام با بیان این که «این ۱۳ میلیون باید برای طرح مطالبات خودشان یک پلات فرم داشته باشند» ادامه داد اگر حکومت اجازه فعالیت به راه سبز امید ندهد و نگذارد که این‌ها در یک چارچوب قانونی و علنی فعالیت کنند، مرتکب خبط و خطا شده‌است؛ زیرا این رویکرد، بسیاری از این ۱۳ میلیون را به سرخوردگی و یاس سیاسی و اجتماعی می‌کشاند و ممکن است اقلیتی از آن‌ها به حرکت‌های آنارشیستی و اقدامات کور و رادیکال و افراطی روی بیاورند.
زیبا کلام گفت طبیعی است که آقایان ترجیح می‌دهند راه سبزی وجود نداشته باشد و مهندس موسوی، کروبی، خاتمی و هاشمی رفسنجانی و سایرین تسلیم شوند و سکوت کنند. وی همچنین به آن دسته از مسئولان نظام که به مخالفت با راه سبز امید برخاسته‌اند تذکر داد اگر شما اجازه فعالیت سیاسی علنی و قانونی به این جمعیت معترض ندهید، عملاً دارید آن‌ها را به سمت رادیکالیسم هل می‌دهید و این امر حتی به نفع خود شما هم نیست.
فاطمه راکعی، دبیرکل جمعیت زنان مسلمان نواندیش و رئیس فراکسیون زنان مجلس ششم اعلام داشت تشکیلات راه سبز امید «تداوم راه امام و شهدای انقلاب» است وی راه سبز امید را شروعی برای بازگشت دوباره ارزش‌ها، معنویت و انسانیت دانست؛ وی تأکید کرد موسوی پیشاپیش همه تحول خواهان و اصلاح گران در حرکت باشد.
واکنش‌های حامیان دولت
در پی اعلام انتشار بیانیهٔ آغازین تأسیس تشکل «راه سبز امید» از سوی میرحسین موسوی، تندروهای اصول‌گرا حملات خود را به موسوی شدت بخشیدند و تشکیلات راه سبز امید را «مرحله‌ای از پروژه پلکانی سازمان سیا برای مقابله با جمهوری اسلامی» نامیدند. برخی از اصول‌گرایان تندرو تأسیس این تشکل را «دنباله‌روی محض از برنامه‌های آمریکا به منظور براندازی نظام جمهوری اسلامی» خوانده و آن را مقدمه‌ای برای کودتا علیه حکومت‌های ضدآمریکایی دانستند.
حسین شریعتمداری در روزنامهٔ کیهان بدون ارائه سندی، آمریکا، اسرائیل، سلطنت طلب‌ها، مفسدان اقتصادی، بهایی‌ها، مارکسیست‌ها را به عنوان سیلی خوردگان از اسلام حامیان تیم تشکل میرحسین موسوی، خوانده و تهدید کرده که «این جریان که اکنون آشکارا به نفس نفس افتاده‌است، در آینده‌ای نه چندان دور به‌طور کامل از نفس خواهد افتاد… هنوز اول کار است، اضطراب مکن!» روزنامهٔ کیهان در ۲۷ مرداد در گزارشی به تشکل راه سبز امید حمله برد و نوشت «علت این آشفتگی در تصمیم‌سازی و تدارک تشکیلاتی شتر گاو پلنگی (شترمرغی) هم مشخص است. عناصر ضدانقلاب از انتخابات و التهابات پس از آن، صرفاً به عنوان بهانه‌ای برای عقده گشایی استفاده کردند و بعضی از آن‌ها حتی بارها اعلام کردند که نه تنها به موسوی رأی نداده‌اند بلکه اساساً انتخابات را تحریم کرده‌اند.»

## ویژگی و ساختار
میرحسین موسوی در تاریخ ۲۲ مرداد به شکل‌گیری این تشکیلات به عنوان یک نهضت فراگیر اشاره کرد و گفت: «رنگ سبز نماد این راه و مطالبه اجرای بدون تنازل قانون اساسی شعار آن است و شبکه‌های اجتماعی خودجوش و خودمختار بی‌شمار و گسترده در سطح جامعه، بدنه این جنبش هستند.» همچنین وی در خصوص «راه سبز امید» گفت: «شعارهای ما در طول انتخابات در چارچوب قانون اساسی و اصولی که مردم باور دارند انتخاب شد، امروز هم به همان شعارها پایبند هستیم و یقین داریم اگر با خواست مردم منصفانه برخورد می‌شد و دستگاه‌های تبلیغی به جای پیوند دادن حرکت‌های خودجوش مردم به بیگانگان و وارونه نشان دادن حقایق سعی در اقناع افکار عمومی با نقد منصفانه و التزام به راست‌گوئی می‌کردند به نفع نظام بود و روح بدبینی وبی‌اعتمادی به جامعه دمیده نمی‌شد.»
میرحسین موسوی ویژگی‌های تشکیلات «راه سبز امید» را چنین اعلام کرد:
- نماد: رنگ سبز
- شعار: مطالبهٔ اجرای بدون تنازل قانون اساسی
- بدنه: شبکه‌های اجتماعی خودجوش و خودمختار بی‌شمار و گسترده در سطح جامعه

این نهضت دربرگیرندهٔ هسته‌های حزبی، سازمان‌ها و انجمنهای غیردولتی (NGO) و شبکه‌های اجتماعی کشور خواهد بود.
علیرضا بهشتی در گفتگو با جرس به ساختار «راه سبز امید» اشاره کرد و گفت «در این شبکه اجتماعی شورای مشورتی و کمیته‌های مختلفی وجود دارد». او گفته‌است که تشکیلات «راه سبز امید» اساسنامه رسمی ندارد و با تعامل بخش‌های مختلف مرامنامهای شکل می‌گیرد. بهشتی در خصوص شورای مرکزی گفت این تشکیلات «شورای مرکزی کوچکی» دارد که آقایان خاتمی، کروبی از اعضای آن هستند. وی با اشاره به شورای مشورتی تصریح کرد «شورای مشورتی راه سبز امید مجموعه بزرگتری از شورای مرکزی است که حدود ۳۰–۴۰ نفر را شامل می‌شود».
وی با اشاره به نقش مطبوعات و رسانه‌ها در بررسی اهداف مورد نظر اظهار داشت «یک شورای مرکزی برای این کار در نظر گرفته شده‌است که متشکل از چهره‌های مؤثری خواهد بود همچنین یک شورای مشورتی وجود خواهد داشت و کمیته‌های دیده‌بانی هم کار خود را انجام خواهند داد». وی با تعریف این گروه به عنوان «دیده‌بان» گفت «حکومت‌ها در غیاب هرگونه دیده‌بانی کار خودشان را انجام می‌دهند و از سوی دیگر دستگاه‌های نظارتی درون نظام هم در برخی زمینه‌ها می‌توانند اثرگذار باشند و در برخی زمینه‌های دیگر هم اثرگذاری‌شان اثرگذاری کم می‌شود».
بهشتی نقد و بررسی سیاست‌های دولت و اطلاع‌رسانی به مردم را دیده‌بانی این گروه می‌داند. وی در پاسخ به سرمقاله‌ای که در یک روزنامه مخالف، راه سبز امید را «الگو برداری از کشورهای خارجی» عنوان کرده بود این‌گونه اظهارنظرها را ناشی از «کج‌فهمی‌ها و ناآگاهی» دانست. وی همچنین ابراز امیدواری کرد این سوءظن‌ها برطرف شود.